# Pietra artificiale

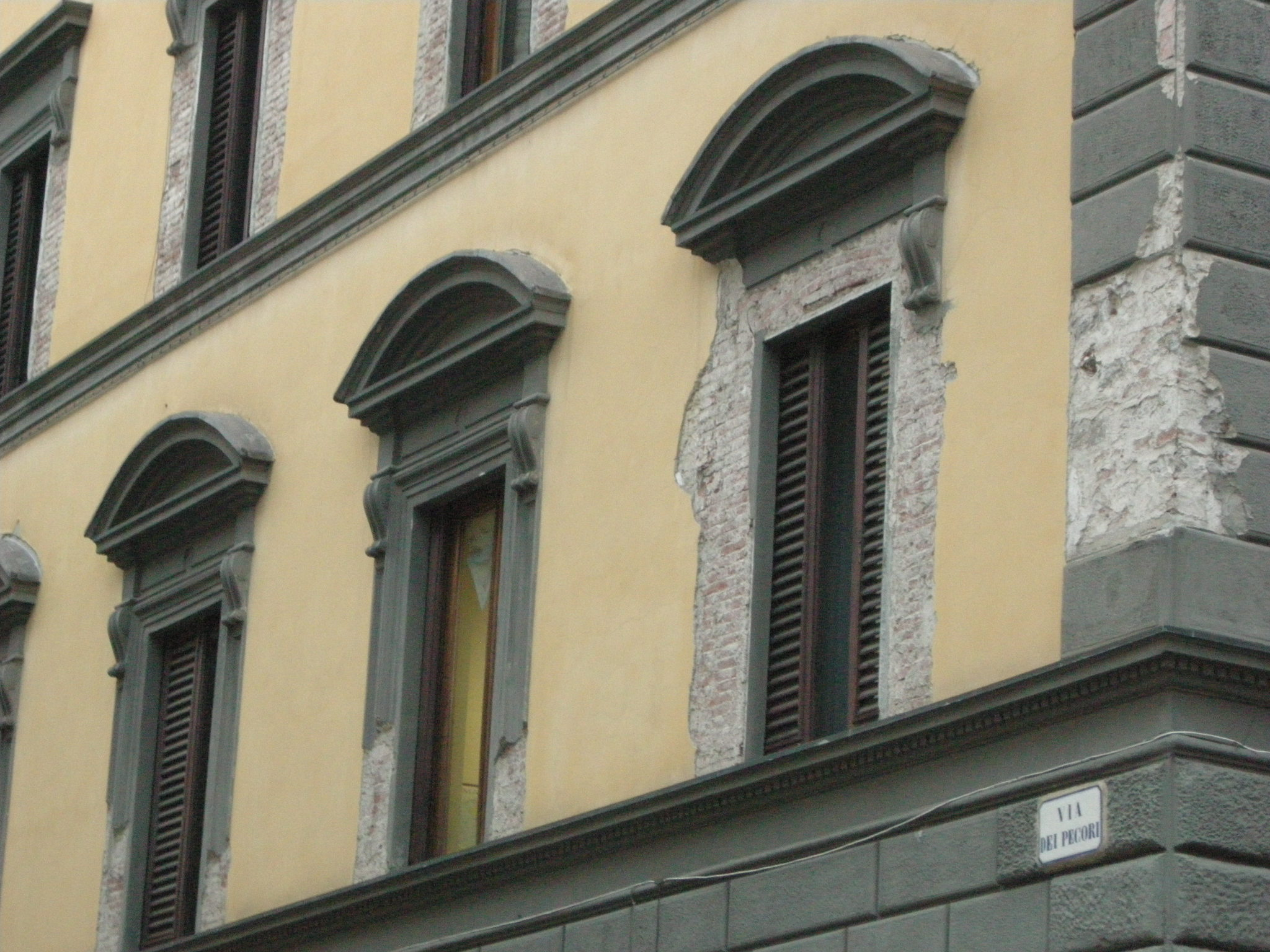
Esempi di decorazioni in pietra artificiale che riportano notevoli lesioni, rivelando la struttura sottostante

La pietra artificiale è un materiale edilizio che imita la pietra in elementi decorativi.
L'uso dei materiali artificiali risale almeno al Rinascimento, quando si tentava di creare decorazioni plastico-architettoniche più resistenti e a minor prezzo. Tipico era l'uso di stucchi imitanti la pietra modellati su una base ("ossatura") in laterizio, molto diffusi nel periodo Barocco e creati con malte di calce aerea.
A fine dell'Ottocento le malte cementizie ebbero un vero e proprio picco di utilizzo in architettura, divenendo più usate della pietra stessa ad esempio nelle decorazioni dei palazzi civili, soprattutto nel casi di bugnati che coprivano ampie superfici. Tra i vantaggi c'erano la possibilità di creare elementi più sporgenti, la possibilità di colorare la malta in fase di lavorazione (e non tinteggiarla dopo la stesura, risparmiando tempo e migliorando la durata futura), per una maggiore resistenza al degrado e, soprattutto, un costo inferiore a quello del materiale lapideo.
Le formule per la preparazione delle malte "plastiche" con cementi e calce sono innumerevoli e spesso venivano gelosamente custodite dalle famiglie artigiane.
L'uso nel restauro architettonico in Italia risale all'incirca ai primi del Novecento. Talvolta i reintegri sono così ben fatti da essere difficilmente riconoscibili dalla pietra vera, richiedendo una serie di verifiche (dal controllo delle eventuali rotture che permettano di vedere lo strato inferiore, alla verifica della presenza o meno di giunti e alla ricerca di crettature  tipiche dei ritiri della malta).